# 张维岳
张维岳（1920年8月29日—2006年11月13日），男，陕西旬邑人，中华人民共和国政治人物。曾任中共陕西省咸阳地区委员会副书记、咸阳地区行政公署专员，首任咸阳市人大常委会主任。
1987年3月，在陕西省第六届人民代表大会第五次会议上，牵头45位人大代表，对陕西省人民检察院在处理咸阳“白蛾哨卡”一案中有法不依的问题提出质询案；并最终促使该案的重新审理。

## 生平
1920年8月，张维岳出生在陕西省旬邑县后掌乡（今属马栏镇）的一个贫苦农民家庭。早年一直在家乡务农；1940年，进入陕甘宁边区第二师范学校学习；于1941年11月加入中国共产党。1944年毕业后，在陕甘宁边区新政县工作。
中华人民共和国成立后，出任陕甘宁边区高等法院宝鸡分庭审判员。此后，曾长期在陕西省司法机构任职；历任省人民法院汉中分院第一副院长，省法院刑事审判庭副庭长，省司法厅科长，陕西省高级人民法院司法行政处处长；期间，1954年至1957年，在中央政治法律干部学校研究班学习。
1960年11月，出任中共宝鸡地委委员、陇县县委书记；1962年11月，赴北京，参加“七千人大会”；1965年，调任中共咸阳地委副书记。文化大革命开始后，1966年9月，咸阳地区“文革”领导小组成立，张维岳出任组长；1967年1月，改任领导小组成员；1970年8月，任中共咸阳地委常委、兼高陵县委书记、县革委会主任；在其任内，高陵县成为农业学大寨、粮食生产“过黄河”、“跨长江”的全国典型；1973年，升任中共咸阳地委副书记、革委会副主任。文革结束后，主持咸阳地区的干部审查工作，并兼任地委纪检委书记。1978年10月5日，中共陕西省委决定将“咸阳地区革命委员会”改组为“咸阳地区行政公署”，张维岳出任行署专员。 1983年9月，经国务院批准，咸阳由地区行政单位改为省辖市；63岁的张维岳奉命筹组咸阳市人大机关 ；并于1984年5月，当选首任咸阳市人大常委会主任 。1987年5月，在咸阳市第一届人大第四次会议上，辞去领导职务。1990年，正式离职修养。
离休后，张维岳一直担任咸阳市多个群众团体和组织机构的名誉领导职务。1998年当选中共陕西省第九次党代会代表。
2006年11月13日，因突发性脑血管疾病逝世，享年87岁。

## 白蛾哨卡案
1984年8月，陕西首次在咸阳市武功县境内发现世界性检疫害虫，美国白蛾。为抵御严重的虫情，园林部门在各主要公路设置哨卡，喷洒消毒药水。1986年9月，在西宝中线咸阳段公路上，哨卡工作人员强行阻拦时任全国政协委员、西北农业大学教授周尧乘坐的汽车。此事经中央人民广播电台以记者来信的形式报道后，立即引起极大反响，舆论抨击这是一起‘侵犯人权、非法扣人事件’。新华社记者随后也在《内参》上作了报道，胡耀邦还曾对此作出指示。 在舆论压力之下，哨卡负责人先后两次被逮捕，案件审理几经周折。1987年3月，由时任咸阳市人大常委会主任张维岳牵头，共45名人大代表联名，对检察机关在此案审理过程中有法不依的问题提出质询。最终，法院拔除干扰，根据事实宣判哨卡的负责人无罪释放。